# Amanda Berenguer
Amanda Berenguer (Montevideo, 24 de junio de 1921-Montevideo, 13 de julio de 2010) fue una poeta uruguaya que perteneció a la Generación del 45.

## Biografía
Académica de Honor de la Academia Nacional de Letras del Uruguay (2006). Estuvo casada en 1944 con el escritor José Pedro Díaz con quien adquirió una prensa y un material tipográfico y comenzaron las ediciones de La Galatea. Fueron padres del médico internista Álvaro Díaz Berenguer.
Quehaceres e Invenciones (1963) es una de sus obras más importantes. Por su obra El río en 1952 recibe el Premio del Ministerio de Instrucción Pública.
En 1986 recibe el premio "Reencuentro de Poesía" organizado por la Universidad de la República por "Los signos sobre la mesa. Ante mis hermanos supliciados". La dama de Elche (1987) recibe el primer premio en la categoría Poesía del Ministerio de Educación y Cultura de Uruguay. Municipal de Montevideo.
La segunda edición de La dama de Elche, recibe en 1990 el premio Bartolomé Hidalgo, que entrega la Cámara Uruguaya del Libro. Fue galardonada con el premio Candelabro de Oro otorgado por la B'nai B'rith Uruguay.
Recibió los siguientes galardones: Premio Bartolomé Hidalgo de Poesía, Premio Reencuentro de Poesía y el Finalista del Premio Extraordinario de Poesía Iberoamericana. En 2006 fue nombrada miembro honorario de la Academia Nacional de Letras de Uruguay.

## Obra

### Poesía
- A través de los tiempos que llevan a la gran calma (Montevideo, 1940)
- Canto hermético (Montevideo, Sagitario, 1941)
- Elegía por la muerte de Paul Valéry (Montevideo, La Galatea, 1945)
- El río (Montevideo, La Galatea, 1952)
- La invitación (Montevideo, La Galatea, 1957)
- Contracanto (Montevideo, La Galatea, 1961)
- Quehaceres e invenciones (Montevideo, Arca, 1963)
- Declaración conjunta (Montevideo, Arca, 1964)
- Materia prima (Montevideo, Arca, 1966)
- Dicciones (editado como fonograma. Montevideo, Ayui / Tacuabé, 1973)
- Composición de lugar (Montevideo, Arca, 1976)
- Poesía (1949-1979) (Montevideo, Calicanto, 1980)
- Identidad de ciertas frutas (Montevideo, Arca, 1983)
- La dama de Elche (Madrid, Edhasa. Banco Exterior de España, 1987)
- Los Signos sobre la mesa (Montevideo, Universidad de la República, 1987)
- La botella verde (Analysis situs) (Montevideo, Cal y Canto, 1995)
- El pescador de caña (Caracas, Fondo Editorial Pequeña Venecia, 1995)
- La estranguladora (incluye casete. Montevideo, Cal y Canto, 1998)
- Poner la mesa del 3.er. Milenio (2002)
- Constelación del navío (reúne la mayor parte de su poesía, publicada e inédita hasta el año 2002. 2002)
- Las mil y una preguntas y propicios contextos (Montevideo, Linardi y Risso, 2005)
- Casas donde viven criaturas del lenguaje y el diccionario (Montevideo, Artefato, 2005)
- Identidad de ciertas frutas (Delta de San Fernando, La Ballesta Magnífica, 2021)
- La dama de Elche (El vocablo es el viaje) (Delta de San Fernando, La Ballesta Magnífica, 2023)
- Con el tigre entre las cosas (Manual de aventuras domésticas) (Delta de San Fernando, La Ballesta Magnífica, 2024)

### Prosa
- 1990, El monstruo incesante. Expedición de caza (Autobiografía. Montevideo, Arca)